# Molnár János (országgyűlési képviselő)
Molnár Nepomuk János (Tát (Esztergom megye), 1850. május 5. – Esztergom, 1919. február 11.) apát-plébános és országgyűlési képviselő, kanonok.

## Élete
Gimnáziumi és teológiai tanulmányait Esztergomban végezte. 1872. szeptember 21-én pappá szenteltetett és káplán lett Esztergomban a Vízivárosban; 1880. július 21-én esztergomi, 1881. január 25-én pedig komáromi plébánossá választották. 1883. május 1-jén mindenszentekről nevezett egedi apát lett. Több ízben utazott külföldön. Nagyobb politikai szerepét 1890-ben kezdte, a Csáky-féle rendelet kibocsátása alkalmával, amennyiben annak áthágásáért 26-szor volt vádolva. A néppárt központi irodájának vezetője és a párt egyik elnöke volt. 1896-tól a sopronmegyei Eszterháza kerületet képviselte az országgyűlésen és a közlekedési bizottság tagja volt. XIII. Leó pápa 1897. október 4-én pápai praelátussá nevezte ki. Az 1898. őszi és téli obstrukció idején, mint a néppárt országgyűlési vezére, pártja részéről ő írta alá a békepaktumot (1899. február).
Végakarata szerint Komáromban temették el, de a közbejött csehszlovák államfordulat miatt holttestét ideiglenesen az Esztergomi Bazilika kriptájában helyezték el, s csak 1924-ben vitték át a komáromi római katolikus temetőbe.
Álneve: Cassiodor (hírlapi cikkek és költemények alatt 1868-tól).

## Emlékezete
- 1934-ben Táton a szülőházán emléktáblát avattak, mely ünnepségen Alapy Gyula egyházközségi világi elnök is részt vett[3]
- 1939-ben emlékünnepet tartottak a katolikus temetőben[4]

## Írásai
Cikkei az István bácsi Naptárában (1870. Paulai sz. Vincze leányai, úgynevezett irgalmas-nénék rövid története s hazánkban áldásos működésök, figyelemmel esztergomi nevelőintézetökre, pályadíjas mű, 1873. A türelemről); az Új Magyar Sionban (1877. könyvism., 1878. A mormon hitfelekezetről, 1891. A socialismusról és a socialdemokratákról); költeménye Smith H. után a Katholikus Szemlében (1889.).

## Munkái
- Tofana. Pályakoszorúzott elbeszélés. Szerzője Wiesing János. Magyarítá… Esztergom, 1874
- Emlékeim Belgium, Anglia s Hollandiából. Esztergom, 1875, két kötet
- A szent szék függetlensége. Írta Manning bibornok. Angol eredetiből ford. Esztergom, 1878
- Jézus szeretete a bűnbánók iránt. Irta Manning bibornok. A 4. angol kiadás nyomán ford. Esztergom, 1878
- Bízzál Istenben. Irta Manning H. E. westminsteri bibornok-érsek. Ford. Esztergom, 1878
- Korunk négy főhibája. Irta Manning H. E. Ford. a 2. angol kiadás nyomán. Bpest, 1879. (Különnyomat a M. Állam 40-85. sz.-ból)
- Egyházi beszéd, melyet szent István király ünnepén 1884. aug. 20. a budai helyőrségi templomban mondott. Esztergom, 1884
- Jézus szent szivének diadala korunkban. Feltüntetve tiszteletreméltó (venerabilis) Barát Zsófia, s az általa alapított, Jézus szent szivéről nevezett (Sacré-Cœur) zárdaszűzek történetében. Esztergom, 1885. (Különny. a Jézus Szent Szivének Hirnöke 1881-84. évf.)
- Miért él az ember a világon? Szent beszéd, melyet 1888. szent Szilveszter estéjén a komáromi szent András-templomban mondott. Komárom, 1889
- Nem mese a hétfejű sárkányról. (A hét főbűn). Komárom, 1893. (Ism. Katholikus Szemle)
- Az országgyűlésen 1898. febr. 9. elmondott beszéde a mezőgazdaság bajairól és orvosszereiről. Bpest, 1898

Szerkesztette az Isten Igéje c. egyházszónoklati havi folyóiratot 1881. júliustól 1883 végéig Esztergomban.
Országgyűlési beszédei a Naplókban (1896 óta) vannak.